# Ischnura kellicotti
Ischnura kellicotti är en trollsländeart som beskrevs av Williamson 1898. Ischnura kellicotti ingår i släktet Ischnura och familjen dammflicksländor. Inga underarter finns listade i Catalogue of Life.

## Bildgalleri

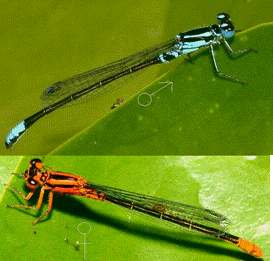